# Targelia di Mileto
Targelia di Mileto (o Thargelia; in greco: Θαργηλία; fl. VI secolo a.C.) è stata una celebre etera milesia.

## Biografia
Plutarco, nella vita di Pericle, la definisce come donna della Ionia, "sapiente e dedita alla politica", facendo un parallelo con Aspasia, concubina di Pericle. Era nota per la sua bellezza, celebrata anche da Ippia che, nella sua opera Synagoghé, la diceva esser stata moglie di quattordici uomini. Si dice di lei l'aver vissuto a lungo in Tessaglia, dove avrebbe esercitato con successo il "medismo", ovvero la propaganda in favore della politica persiana. Targelia infatti, grazie al suo fascino, fu in grado di guadagnare al re di Persia e al suo impero la simpatia dei suoi molti amanti, tutti personaggi di grande potere e influenza nella Grecia dei suoi tempi.